# Feliniopsis annosa
Feliniopsis annosa là một loài bướm đêm trong họ Noctuidae.